# Hubert Opperman

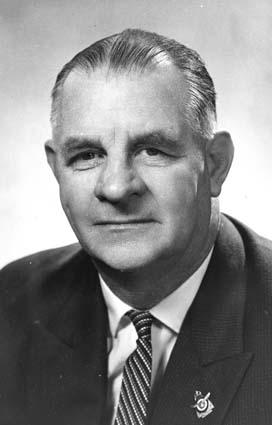
Hubert Opperman (1965)

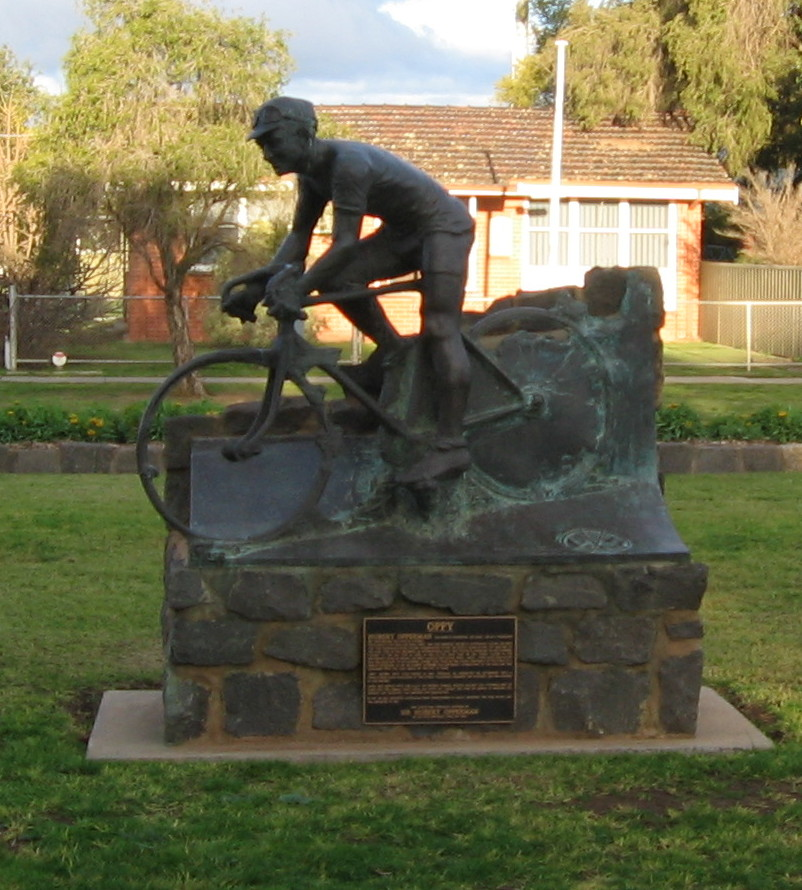
Statue von Opperman in seiner Geburtsstadt Rochester

Sir Hubert Ferdinand „Oppy“ Opperman (* 29. Mai 1904 in Rochester, Victoria; † 24. April 1996 in Knox City, Melbourne) war ein australischer Radrennfahrer und Politiker. Er gilt als einer der größten Sportstars des fünften Kontinents.

## Radsport
Hubert Opperman begann mit dem Radfahren im Alter von acht Jahren, als er für die Post als Telegrammbote unterwegs war. Mit 17 Jahren wurde er Dritter bei einem Radrennen und gewann ein Fahrrad der Firma Malvern Star. Der Inhaber war so beeindruckt von Opperman, dass er ihm eine Stelle anbot. In der Folge wurde Malvern Star wegen der Erfolge Oppermans eine der populärsten Marken Australiens.
Opperman stellte über 100 Distanz-Rekorde auf und wurde viermal Australischer Meister auf der Straße in den Jahren 1924, 1926, 1927 und 1929. Im Jahre 1928 wurde er von den Lesern der französischen Radsport-Zeitschrift L’Auto zu Europas Sportler des Jahres gewählt und verwies damit den damaligen französischen Tennismeister Henri Cochet auf den zweiten Platz. Oppermann war Spezialist für extrem lange Distanzfahrten. So gewann er das längste Rennen in Australien von Kalgoorlie nach Perth über 600 Kilometer im Jahr 1933. Ein Jahr später siegte er in Großbritannien bei dem Traditionsrennen vom Norden der Insel zum Süden über 1390 Kilometer (Land’s End to John o’ Groats) und stellte dabei mehrere Streckenrekorde auf. 1936 siegte er beim Rennen Brisbaine–Sydney über 1045 Kilometer nonstop. Kurz vor Beendigung seiner Karriere stellte er in Paris einen 24-Stundenweltrekord ohne Schrittmacher auf und fuhr dabei 783 Kilometer.
1928 hatte er den Bol d’Or gewonnen, ein 24-Stunden-Rennen im Velodrom von Paris, und das trotz Sabotageversuchen seiner Rivalen, so dass er schließlich mit dem Fahrrad seines Übersetzers das Rennen zu Ende bringen musste. In der 23. Stunde des Rennens fragte er den Veranstalter Coquelle, ob er nach dem Zieleinlauf direkt den Rekord über 1000 Kilometer angreifen könnte. Coquelle stimmte zu, Opperman fuhr weiter und erzielte mit 25 Stunden, 5 Minuten und 12 Sekunden einen neuen Weltrekord.
1931 gewann er das Radrennen Paris–Brest–Paris über 1166 Kilometer in der Rekordzeit von 48 Stunden und 23 Minuten.
Er nahm auch an Sechstagerennen sowie zwei Mal an der Tour de France teil. 1928 belegte er Platz 18 und 1931 Platz 12. Während seiner Laufbahn stellte er insgesamt 49 australische Rekorde auf der Bahn und der Straße in verschiedenen Disziplinen auf.
1939, mit Ausbruch des Zweiten Weltkriegs, beendete Opperman seine Karriere als Rennfahrer, um in die Armee einzutreten. Das Radfahren indes gab er erst mit 90 Jahren auf Drängen seiner Frau auf. Sein Sohn Bruce Opperman gewann 1950 einen nationalen Titel bei den Amateuren im Bahnradsport.

## Politik
1949 wurde Hubert Opperman in das australische Parlament gewählt und blieb 17 Jahre lang Abgeordneter. 1955 wurde er zudem Mitglied der Regierung und hatte in der Folge mehrfach verschiedene Ministerposten inne. 1967 zog er sich aus der Politik zurück und wurde der erste High Commissioner Australiens in Malta, wo er fünf Jahre lang lebte.

## Ehrungen
Opperman wurde 1953 zum Offizier des Order of the British Empire ernannt und Knight Bachelor im Jahre 1968. 1991 besuchte er die Feierlichkeiten zum hundertjährigen Jubiläum von Paris-Brest-Paris und wurde mit der Goldmedaille der Stadt Paris ausgezeichnet.
Jährlich wird in Australien der Opperman All Day Trial ausgetragen. Der australische „Cyclist of the Year“ wird mit der Sir Hubert Opperman Trophy ausgezeichnet.
Die Stadt Knox City, wo Opperman seine letzten Lebensjahre verbrachte, widmete und benannte mehrere Wege im Ort nach Rennen, die Opperman gewonnen hat. Jährlich im März findet im Rahmen des Knox Festival der Oppy Family Run Ride statt.

## Erfolge
1924
- Australischer Meister – Straßenrennen
- Melbourne to Warrnambool Cycling Classic

1925
- Australischer Meister – Steherrennen

1926
- Australischer Meister – Straßenrennen
- Melbourne to Warrnambool Cycling Classic

1928
- Bol d’Or

1929
- Australischer Meister – Straßenrennen
- Melbourne to Warrnambool Cycling Classic

1930
- Gesamtwertung und eine Etappe Tasmanien-Rundfahrt

1931
- Gesamtwertung und eine Etappe Circuit du Bourbonnais
- Paris–Brest–Paris

1934
- zwei Etappen Tasmanien-Rundfahrt

## Publikationen
- Hubert Ferdinand Opperman: Pedals, Politics and People. Haldane, Sydney 1977, ISBN 0-909918-09-0.